# Terremoto di Bagnorea del 1695
Il terremoto di Bagnorea dell'11 giugno 1695 è stato un evento sismico di magnitudo 5,7 verificatosi nel 1695 a Civita di Bagnoregio e nel Lazio settentrionale.
Tra il 7 e l’8 giugno 1695, esso venne preceduto da alcune scosse di terremoto di magnitudo inferiore. Nella notte tra il 10 e l'11 si avvertirono nuovamente ulteriori scosse deboli fino alle 2 del mattino dell'11 giugno, quando due violentissime scosse, succedutesi approssimativamente in dieci minuti (02:20 e 02:30), fecero crollare buona parte degli edifici di Civita di Bagnoregio, Lubriano e Celleno. L’epicentro del terremoto sembra si trovasse tra i calanchi dove sorge Civita di Bagnoregio.

## Maremoto sul Lago di Bolsena
A seguito di questo evento, nel poco distante Lago di Bolsena si verificò uno tsunami, a causa di una probabile grossa frana staccatasi dalle colline intorno, che cadde nello specchio lacustre con la conseguente invasione delle campagne circostanti da parte della massa d'acqua.
Secondo alcuni autori l'altezza delle onde potrebbe essere arrivata fino a 3-4 metri ("due picche") e le acque potrebbero aver invaso le campagne circostanti il lago per almeno 3 km.